# Eurhabdus sororius
Eurhabdus sororius là một loài ruồi trong họ Asilidae. Eurhabdus sororius được Scarbrough & Perez-Gelabert miêu tả năm.